# Museumkwartier
Le Museumkwartier (« quartier des musées » en néerlandais) est un quartier d'Amsterdam qui fait partie de l'arrondissement (stadsdeel) d'Amsterdam Zuid. Il tire son nom des trois principaux musées qui y sont situés, le Rijksmuseum, le Stedelijk Museum et le Musée Van Gogh, qui bordent Museumplein. Le Concertgebouw, ainsi que les rues commerçantes Pieter Cornelisz Hooftstraat et Van Baerlestraat s'y trouvent également. Du fait de sa proximité avec le centre, et avec le Vondelpark, il s'agit de l'un des quartiers les plus huppés de la ville.